# Lista bizantyńskich książąt Neapolu

## Książęta zależni od Bizancjum
- 661 – 666 Bazyli
- 666 – 670 Teofilakt I
- 670 – 673 Kosmas
- 673 – 677 Andrzej I
- 677 – 684 Cezar I
- 684 – 687 Stefan I
- 687 – 696 Bonellus
- 696 – 706 Teodozjusz
- 706 – 711 Cezar II
- 711 – 719 Jan I
- 719 – 729 Teodor I
- 729 – 739 Jerzy
- 739 – 755 Grzegorz I
- 755 – 766 Stefan II
- 767 – 794 Grzegorz II
- 794 – 801 Teofilakt II
- 801 – ok. 818 Antymiusz
- ok. 818 – 821 Teoctistus
- 821 Teodor II
- 821 – 832 Stefan III
- 832 – 834 Bonus
- 834 Leon
- 834 – 840 Andrzej II
- 840 Contardus

## Dynastia Sergi
- 840 – 864 Sergiusz I
- 864 – 870 Grzegorz III
- 870 – 877 Sergiusz II
- 877 – 898 Atanazjusz
- 898 – 915 Grzegorz IV
- 915 – 919 Jan II
- 919 – 928 Marino I
- 928 – 968 Jan III
- 968 – 992 Marino II
- 992 – 999 Sergiusz III
- 999 – 1002 Jan IV
- 1002 – 1036 Sergiusz IV 
  - 1027 – 1030 pod kontrolą Pandulfa IV z Kapui
- 1036 – 1042 Jan V
- 1042 – 1082 Sergiusz V
- 1082 – 1097 Sergiusz VI
- 1097 – 1120 Jan VI
- 1120 – 1137 Sergiusz VII